# Degehabur
Degehabur är en zon i Etiopien.   Den ligger i regionen Somali, i den östra delen av landet, 600 km öster om huvudstaden Addis Abeba.